# مارلين بيرغمان
مارلين بيرغمان (بالإنجليزية: Marilyn Bergman)‏ هي ملحنة أمريكية، ولدت في 10 نوفمبر 1929 في بروكلين في الولايات المتحدة.

## وصلات خارجية
- مارلين بيرغمان على موقع IMDb (الإنجليزية)
- مارلين بيرغمان على موقع ميوزك برينز (الإنجليزية)
- مارلين بيرغمان على موقع قاعدة بيانات برودواي على الإنترنت (الإنجليزية)
- مارلين بيرغمان على موقع قاعدة بيانات برودواي على الإنترنت (الإنجليزية)
- مارلين بيرغمان على موقع إن إن دي بي (الإنجليزية)
- مارلين بيرغمان على موقع أول ميوزيك (الإنجليزية)
- مارلين بيرغمان على موقع ديسكوغز (الإنجليزية)
- مارلين بيرغمان على موقع ديسكوغز (الإنجليزية)
- مارلين بيرغمان على موقع قاعدة بيانات الفيلم (الإنجليزية)